# Euxoa abnormis
Euxoa abnormis är en fjärilsart som beskrevs av Smith 1890. Euxoa abnormis ingår i släktet Euxoa och familjen nattflyn. Inga underarter finns listade i Catalogue of Life.